# Hubert Lapaille
Hubert Lapaille, né le 12 janvier 1888 à Poulseur et mort le 16 juin 1985 à Saint-Servais (Belgique), est un homme politique socialiste belge.
Lapaille fut ouvrier de carrières et syndicaliste, président de la Centrale des Ouvriers de la Pierre de Belgique.

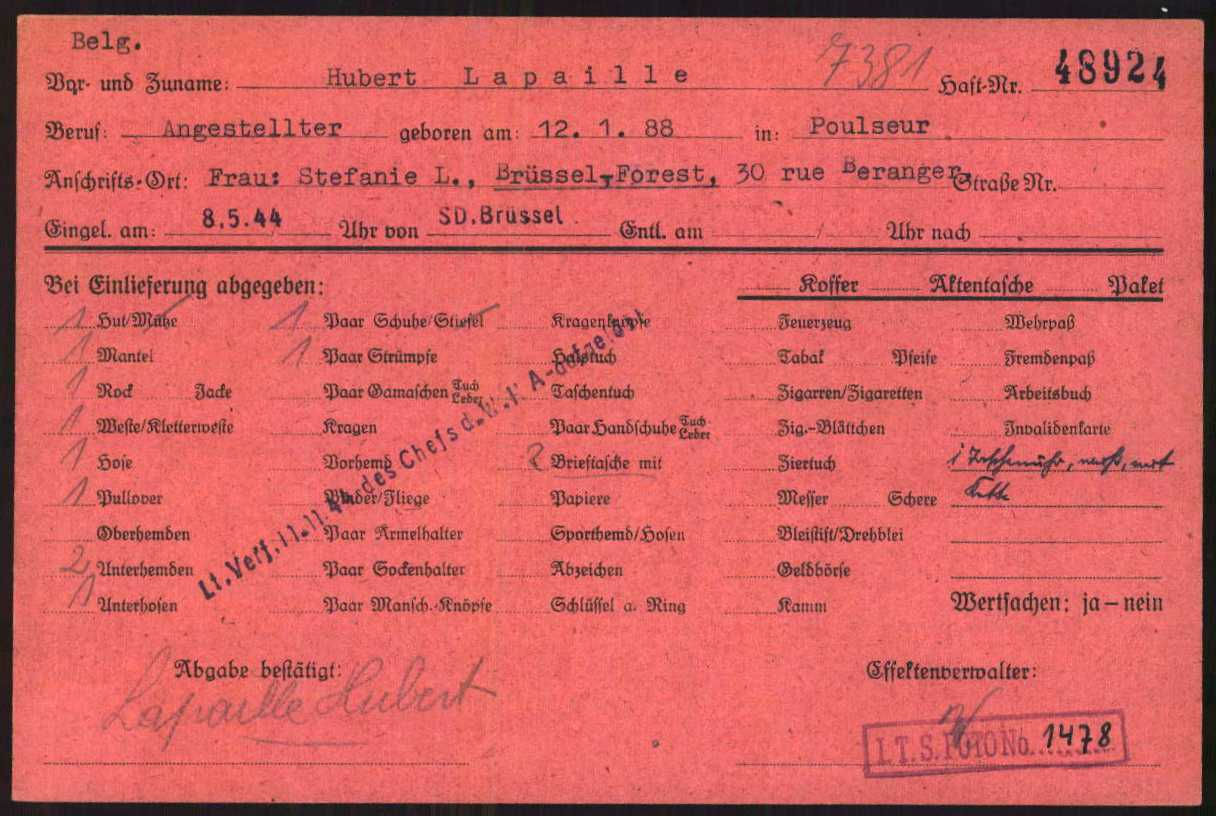
Liste de ses effets personnels lors de son incarcération à Buchenwald.

Il fut échevin de Poulseur (1921-1937), conseiller provincial de la province de Liège (1921-1937), député (1944-1946) et sénateur de l'arrondissement de Huy-Waremme de 1946 à 1954.

## Sources
- sa bio sur ODIS